# أدب إفريقي-أمريكي

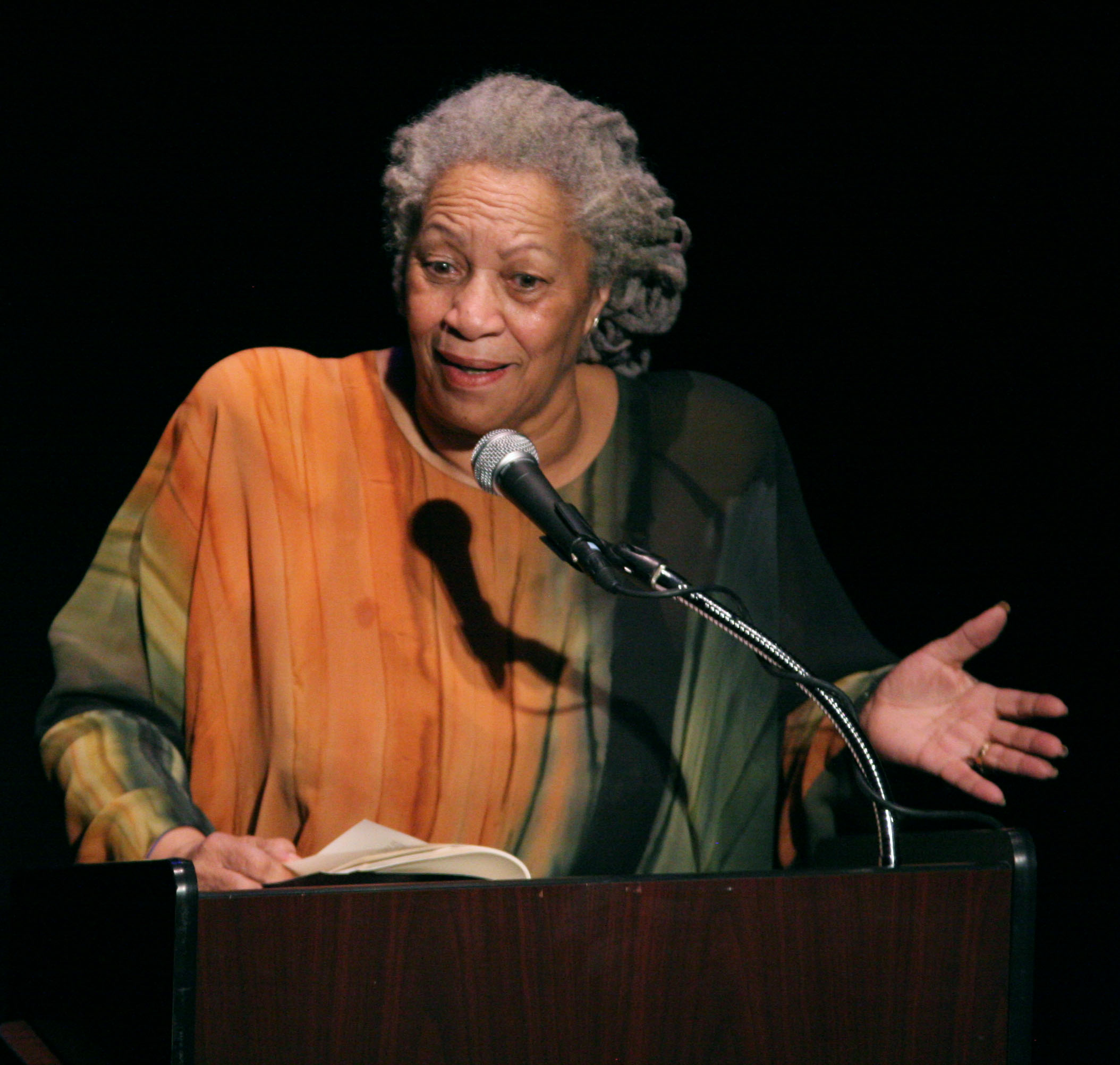
توني موريسون في 2008

الأدب الإفريقي-أمريكي هي هيئة  أدبية ينتجها الكتاب المنحدرين من أصل إفريقي في الولايات المتحدة. ويبدأت ببعض أعمال من كتاب أواخر القرن الثامن عشر مثل فيليس ويتلي واكيوانو اولوداه، وتوصلوا إلى نقاط عالية المبكرة مع حكايات الرقيق في القرن التاسع عشر. نهضة هارلم العشرينات من القرن الماضي كان وقت ازدهار الأدب والفنون. كتاب الأدب الإفريقي الأمريكي عترفوا بأعلى الجوائز، بما في ذلك جائزة نوبل توني موريسون والحائز على جائزة والتر موزلي يجري ترتيبها بين كبار الكتاب في الولايات المتحدة. بين المواضيع والقضايا التي بحثت في هذه الكتابات هي دور الأمريكيين من أصل إفريقي داخل المجتمع الأميركي أكبر، ثقافة الأميركيين الأفارقة والعنصرية، والرق، والمساواة. وينزع كتابة أصل إفريقي لإدراج أشكال الشفوي، مثل سبيريتوالس، وخطب الراب وكآبة والموسيقى الإنجيل.
تم تغيير مكان الأمريكيين الأفارقة في المجتمع الأميركي على مر القرون وكذلك تركيز الأدب الإفريقي الأمريكي. قبل الحرب الأهلية الأمريكية، تألفت الأدب أساسا من مذكراته بالناس الذين هربوا من الرق؛ هذا النوع من السرد الرقيق شملت حسابات للحياة في ظل الرق وطريق الخلاص للحرية والعدالة. في مطلع القرن العشرين، الأعمال غير الخيالية لكتاب مثل ويليام إدوارد بولغارت و وكر ت. واشنطن تناقش ما إذا كانت مواجهة أو تهدئة المواقف العنصرية في الولايات المتحدة. خلال حركة «الحقوق المدنية الأمريكية»، كتب المؤلفين مثل ريتشارد رأيت وبروكس جويندولين حول المسائل المتعلقة التفرقة العنصرية والنزعة القومية السوداء. واليوم، أصبح مقبولاً الأدب الإفريقي الأمريكي وكجزء لا يتجزأ من الأدب الأميركي، مع الكتب مثل  جذور: ملحمة عائلة أميركية  أليكس هالي،  اللون الأرجواني  (1982) أليس ووكر، التي فازت جائزة بوليتزر؛ و  الحبيب  من قبل توني موريسون تحقيق المركز الأكثر مبيعاً والحائز على جائزة.
وبصفة عامة، يمكن تعريف الأدب الإفريقي الأمريكي ككتابات بالمنحدرين من أصل إفريقي الذين يعيشون في الولايات المتحدة. هو تنوعاً عاليا. الأدب الإفريقي الأمريكي عموما ركزت على دور الأمريكيين من أصل إفريقي في المجتمع الأمريكي أكبر وما يعنيه أن يكون مواطنا اميركيا. كما قال أستاذ جامعة برينستون ألبرت جيه رابوتو، دراسة جميع الأميركيين الأفارقة «يتحدث عن معنى أعمق لوجود الأميركيين الأفارقة في هذه الأمة. هذا الوجود دائماً كانت اختبارا للمطالبات في البلاد بالحرية، والديمقراطية والمساواة والشمولية لجميع». الأدب الإفريقي الأمريكي يبحث قضايا الحرية والمساواة طويلة نفي للسود في الولايات المتحدة، جنبا إلى جنب مع مواضيع أخرى مثل الثقافة الأمريكيين من أصل إفريقي، العنصرية، والدين، والرق، إحساس بالمنزل. وأكثر.

## وصلات خارجية
- نادي الكتاب الأمريكيين من أصل إفريقي الأدب
- BlackLiterature.com
- «حكايات الرقيق الأمريكية»: مختارات على الإنترنت
- التسلسل الزمني موجزاً للأدب الإفريقي الأمريكي A
- «الأمريكيين من أصل إفريقي كاتبات» القرن التاسع عشر
- النص الكامل للكتب الكلاسيكية الأمريكيين من أصل إفريقي والمقالات
- «قسم الكتاب الشهير» صالة الشعر إفريقيا السيد
- حكايات الرقيق أمريكا الشمالية
- مؤتمر الكتاب الأسود
- BlackAuthorsConnect.com
- من أصل إفريقي والآداب والثقافات المعهد من جامعة تكساس في سان أنطونيو